# Cephalocroton cordofanus
Cephalocroton cordofanus är en törelväxtart som beskrevs av Ferdinand von Hochstetter. Cephalocroton cordofanus ingår i släktet Cephalocroton och familjen törelväxter. Inga underarter finns listade i Catalogue of Life.